# Fabio Panetta
Fabio Panetta (Roma, 1 de agosto de 1959) es un economista italiano. Fue director general del Banco de Italia, presidente del Instituto para la Supervisión de Seguros (Istituto per la Vigilanza sulle Assicurazioni, IVASS) y miembro del Comité Ejecutivo del Banco Central Europeo. Desde el 1 de noviembre de 2023 es el gobernador del Banco de Italia.

## Biografía
Después de licenciarse en Economía en la Universidad Luiss de Roma en 1982, obtuvo un posgrado en Economía de la London School of Economics y luego un doctorado en Economía y Finanzas de la London Business School. 
En el Banco de Italia desde 1985, en 2007 fue nombrado Jefe del Servicio de Estudios Económicos y Política Monetaria y en 2011 Director Central para la coordinación de la participación del Banco de Italia en el Eurosistema. Del 8 de octubre de 2012 al 9 de mayo de 2019 fue Subdirector General del Banco de Italia. Ocupó importantes cargos y representó al Banco de Italia en numerosas instituciones europeas e internacionales, incluidas la OCDE, el FMI, el G10, el BCE y el BPI. También es miembro de la Junta de Directores del Banco de Italia y del Instituto para la Supervisión de Seguros, así como miembro de la Junta de Directores del Banco de Pagos Internacionales y gobernador suplente en el Consejo de Gobierno del BCE. 
Desde el 10 de mayo de 2019 es director general del Banco de Italia y Presidente del Instituto para la supervisión de seguros. 
También es miembro del Consejo de Supervisión del Mecanismo Único de Supervisión que entró en pleno funcionamiento a partir del 4 de noviembre de 2014.
Del 1 de enero de 2020 al 31 de octubre de 2023 fue miembro del Comité Ejecutivo del Banco Central Europeo. 
El 27 de junio de 2023, el Consejo de Ministros italiano, a propuesta de su presidenta Giorgia Meloni, nombró a Panetta como nuevo Gobernador del Banco de Italia, sucediendo a Ignazio Visco en fecha 1 de noviembre de 2023.

## Obras
Es autor de numerosas investigaciones en economía financiera y monetaria publicadas en revistas científicas internacionales, como The American Economic Review, European Economic Review, The Journal of Finance, Journal of Money, Credit and Banking, Journal of Banking and Finance, Economic Notes, Moneta e Credito, Giornale degli economisti. 

### Libros
- Il sistema bancario italiano negli anni novanta: gli effetti di una trasformazione, (Il Mulino, 2004)
- Il sistema finanziario e il Mezzogiorno. Squilibri reali e divari finanziari (con L. Cannari, Cacucci, 2006)

## Reconocimientos

### Honores italianos
- 2019: Caballero de Gran Cruz de la Orden al Mérito de la República Italiana[3]